# Wham!
Wham! là nhóm nhạc Anh thành lập bởi các thành viên George Michael và Andrew Ridgeley năm 1981. Họ nổi tiếng trong một thời gian ngắn ở Mỹ bằng nghệ danh Wham! UK vì trùng lặp với một nhóm nhạc Mỹ. Wham! bán hơn 25 triệu đĩa nhạc trên toàn cầu, tính từ năm 1982 tới 1986.
Vào ngày Giáng Sinh năm 2016, Michael qua đời ở tuổi 53 tại tư gia ở Goring-on-Thames, Oxfordshire.

## Danh sách đĩa nhạc
- Fantastic (1983)
- Make It Big (1984)
- The Final (1986) (riêng tại Anh)
- Music from the Edge of Heaven (1986) (riêng tại Bắc Mỹ và Nhật Bản)